# Vackermyran
Vackermyran este o arie protejată (arie specială de conservare — SAC, sit de importanță comunitară — SCI) din Suedia întinsă pe o suprafață de 64,6 ha, integral pe uscat.

## Localizare
Centrul sitului Vackermyran este situat la coordonatele 64°31′22″N 17°10′31″E / 64.5229°N 17.1753°E.

## Înființare
Situl Vackermyran a fost declarat sit de importanță comunitară în decembrie 1998 pentru a proteja 2 specii de plante. Situl a fost protejat și ca arie specială de conservare în martie 2011.

## Biodiversitate
Situată în ecoregiunea boreală, aria protejată conține 4 habitate naturale: Cursuri de apă de la nivel de câmpie la nivel montan, cu vegetație Ranunculion fluitantis și Callitricho-Batrachion, Pajiști aluvionare boreale nordice, Taiga vestică, Turbării Aapa.
La baza desemnării sitului se află mai multe specii protejate de  plante (2): Ranunculus lapponicus, ochii-șoricelului (Saxifraga hirculus).